# Samuel Harfst

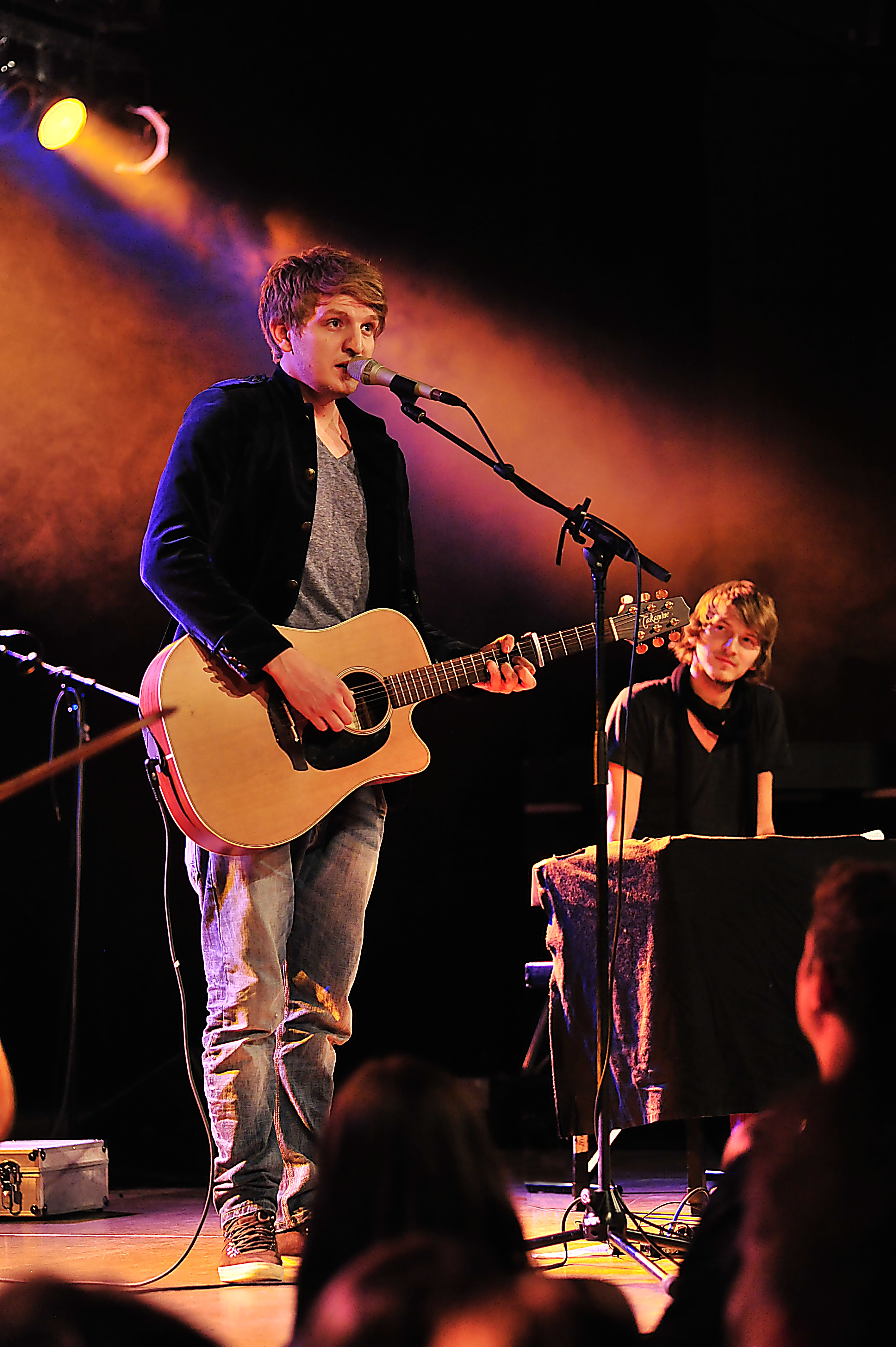
Samuel Harfst

Samuel Harfst (* 1. April 1986 in Hüttenberg) ist ein deutscher Sänger, Produzent und Liedermacher und Autor.

## Musik
Erste musikalische Erfahrungen machte Harfst im Wetzlarer Kükenchor der christlichen Kinderliedermacherin Margret Birkenfeld.
Mit seiner Band trat er zunächst jahrelang als Straßenmusiker in Deutschland und Europa auf und produzierte und vertrieb im Eigenbetrieb seine ersten vier Alben. 2009 wurde Harfst beim MTV-unplugged-Nachwuchswettbewerb mit seinem Song Alles Gute zum Alltag unter die 10 besten deutschen Newcomer-Bands gewählt. Der Produzent Ralf Mayer produzierte ab November 2009 das (Major-)Debütalbum von Samuel Harfst und Band. Im November 2009 war Harfst mit seiner Band als Vorgruppe bei der Deutschlandtournee von Marit Larsen dabei. Im Mai 2010 folgten Auftritte im Vorprogramm der Deutschlandtournee von Whitney Houston.
Auf der Popkomm 2010 veranstaltete Harfst das „längste Straßenkonzert der Welt“ und wurde damit ins Guinness-Buch der Rekorde aufgenommen.
In einem Interview mit dem pro-medienmagazin bezeichnete sich Harfst als Christ; er verstehe die Musik jedoch nicht als Mittel, seinen Glauben zu präsentieren oder für ihn zu werben. In einem anderen Interview erklärte Harfst jedoch, dass seine Musik in der Tat von seinem christlichen Glauben geprägt sei. Sein Album Day and Night Recordings (2008) besteht aus einer Reihe von christlichen Hymnen wie Amazing Grace.
Am 5. Februar 2011 gewann Harfst den David Award, den Preis der christlichen Popmusik-Szene. Seit 2013 geht er mit Samuel Koch auf Tournee. Harfst spielte während der Auftritte Lieder aus seinen Alben und Koch liest aus seinen Büchern.
Mitglieder der Band von Samuel Harfst sind Dirk Menger (Cello, Klavier, Rhodes, Bass), David Harfst und Joshua Harfst (Percussion, Klavier, Rhodes).

## Label
Samuel und David Harfst gründeten außerdem das Musiklabel RaketenRecords, über das sie mittlerweile ihre Alben produzieren. Als (Vertriebs-)Partner nennt RaketenRecords EMI, Rough Trade und Gerth Medien. Auch das Solo-Album von Dirk Menger wird von RaketenRecords produziert.

## Autorenschaft
Samuel Harfst veröffentlichte 2022 das nach einem seiner erfolgreichsten Lieder benannte Buch Das Privileg zu sein mit dem Untertitel „Vom Glück, das wir schon haben“, das autobiografische und philosophische Inhalte vereint.

## Diskografie
Alben
- 2006: Simply for You
- 2006: Crossroad
- 2007: Audiotagebuch
- 2008: Day and Night Recordings
- 2010: Alles Gute zum Alltag
- 2012: Schritt zurück
- 2015: Chronik einer Liebe
- 2018: Endlich da sein wo ich bin
- 2020: Live im Studio 2020
- 2023:  Im Namen der Liebe

Singles
- 2010: Alles Gute zum Alltag
- 2010: Schön bei dir zu sein
- 2012: Anders als du denkst
- 2012: Mit dir kommt der Sommer

Autorenbeteiligungen
- 2021: Als ob du mich liebst (Vanessa Mai & Mike Singer)

Videoalben
- 2013: Konzertlesung Samuel Harfst & Samuel Koch